# Sarah Adwoa Sarfo
Sarah Adwoa Safo, née le 28 décembre 1981 à Bekwai (en), est une avocate et femme politique ghanéenne, membre du Nouveau Parti patriotique.    
Elle est députée pendant trois législatures représentant la circonscription de Dome Kwabenya (en) dans la région du Grand Accra au Ghana et ministre de 2017 à 2022, d'abord des marchés publics, puis du genre, de l'enfance et de la protection sociale.

## Biographie

### Origine et éducation
Adwoa Safo naît le 28 décembre 1981 à Bekwai (en), dans la région Ashanti. Son père, Kwadwo Safo, est un industriel et chef religieux ghanéen, fondateur de l'église Kristo Asafo. 
À l'âge de 17 ans, elle entre à la Faculté de droit de l'université du Ghana où elle obtient sa licence en droit en 2002.  
Safo est la vice-présidente du syndicat des étudiants en droit (LSU) au cours de sa dernière année en cycle de licence. Elle poursuit ses études à l'École de droit du Ghana pour être admise au barreau en octobre 2004 à l'âge de 22 ans. Aussi, diplômée de l'université George-Washington, elle termine son troisième cycle en droit et politique des marchés publics à l'université de Nottingham, en septembre 2022,.

### Vie personnelle
Elle est de confession chrétienne. 
Elle épouse le 17 août 2019 le député d'Assin Nord Kennedy Agyapong. Ils ont deux enfants. 

### Carrière professionnelle
Après ses études aux États-Unis, Sarah Adwoa Safo est employée au bureau du procureur général du district de Columbia à Washington. Elle retourne ensuite au Ghana.   
En 2005, elle rejoint le cabinet d'avocats Kulendi @ law, puis Zoe, Akyea & Co, en tant qu'avocate privée. Elle siège parallèlement au Comité de médiation du Legal Aid Board of Ghana en tant que médiatrice. 
Elle travaille comme première responsable juridique de l'Autorité des marchés publics (PPA) durant deux ans, jouant un rôle phare dans la formulation des réformes pour la création du Comité d'appel et de plainte de la PPA et dans le changement de nom du Conseil des marchés publics en Autorité des marchés publics. 

### Parcours politique
En 2012, elle est élue, pour une première fois, députée dans la circonscription Dome Kwabenya. En 2016 et 2020, elle est réélue dans la même circonscription. Au cours de sa mandature, elle devient cheffe adjointe de la majorité présidentielle de la septième législature du Parlement du Ghana, devenant la seule femme députée au Ghana à avoir accédé à ce poste parlementaire,.
Elle est nommée ministre d'État en charge des marchés publics en 2017 par le président Nana Addo Dankwa Akufo-Addo. Elle occupe ce poste jusqu'en 2021, lorsqu'Akufo-Addo lui confie le ministère du Genre, de l'Enfance et de la Protection sociale,,. Il la relève de ses fonctions le 28 juillet 2022,,.

## Élections au parlement
Adwoa Safo est membre du Nouveau Parti patriotique représentant la circonscription de Dome Kwabenya pendant trois législatures au Ghana. 
Sarah Adwao Safo se porte candidate aux  Élections générales ghanéenes de 2012 (en) dans la circonscription de Dome Kwabenya sur la liste du Nouveau Parti patriotique et se fait élire avec 63,75 % des voix devant la candidate parlementaire du Congrès national démocratique Sophia Karen Ackuaku et Ernest Kwesi Anyornisi du Parti populaire progressiste (en),.
Adwao Safo est réélue députée de la circonscription de Dome Kwabenya sur la liste du Nouveau Parti Patriotique lors des élections générales ghanéennes de 2016 avec 67,99 % des suffrages exprimés. Elle bat ainsi les candidats Nurudeen Mohammed du Congrès national démocratique, Martha Akpah Yeboah du Parti de la Convention populaire et Abdul Kadir Issah de la Convention nationale populaire. 
En 2020, elle est encore réélue députée de son parti aux élections générales ghanéennes de 2020 avec 58,4 % des voix au détriment de Faustina Elikplim Akurugu du Congrès national démocratique, Kofi Kwachie Asante du LPG, Anderson Adongo Emmanuel de l'IND et d'Abdul Kadir Issah de la Convention nationale du peuple,.
Mais, en 2024, elle perd les primaires parlementaires du NPP face à Micheal Oquaye Jnr,.

## Distinctions
Elle est nommée au Nobles Forum Award en 2012. Elle est aussi honorée par Glitz Africa comme l'une des 100 meilleures femmes de l'année. 

### Note
- (en) Cet article est partiellement ou en totalité issu de l’article de Wikipédia en anglais intitulé « Sarah Adwoa Safo » (voir la liste des auteurs).